# اتحاد صحفيي روسيا البيضاء
اتحاد صحفيو روسيا البيضاء (بالبيلاروسية: Беларуская асацыяцыя журналістаў) هي منظمة بيلاروسية غير حكومية تأسست عام 1995 وتهدف لضمان حرية التعبير وحقوق تلقي المعلومات وتوزيعها وتعزيز المعايير المهنية للصحافة ولقد حصلت على جائزة سخاروف لحرية الفكر عام 2004.